# وقت برگشت
وقت برگشت (به انگلیسی: Turn Back Time) نام ترانه‌ای استودیویی اثر آکوا که در سال ۱۹۹۸ خوانده شده است.